# Love Their Country
Love Their Country é o quinto álbum de estúdio da banda Me First and the Gimme Gimmes, lançado em 2006 pela gravadora independente Fat Wreck Chords.
Este álbum possui apenas versões de música Country.

## Faixas
1. "Much Too Young (To Feel This Damn Old)" (Garth Brooks)
2. "(Ghost) Riders in the Sky" (Johnny Cash/Gene Autry)
3. "Desperado" (The Eagles)
4. "On The Road Again" (Willie Nelson)
5. "Annie's Song" (John Denver)
6. "Jolene" (Dolly Parton)
7. "I'm So Lonesome I Could Cry" (Hank Williams)
8. "Lookin' For Love" (Johnny Lee, Urban Cowboy)
9. "Goodbye Earl" (Dixie Chicks)
10. "East Bound And Down" (Jerry Reed, Smokey & The Bandit)
11. "She Believes In Me" (Kenny Rogers)
12. "Sunday Morning Coming Down" (Johnny Cash/Kris Kristofferson)